# Софія Семенівна
Софія (нар. не пізніш середини 1450-их — пом. 7 лютого 1483) — дочка київського князя Семена Олельковича від литовської боярині Марії Іванівни Гаштольд.
Сестра Василя, що посполу з матір'ю був властелем Пінська, й Олександри (Олени), дружини кн. Федора Івановича Ярославича. 

## Життєпис

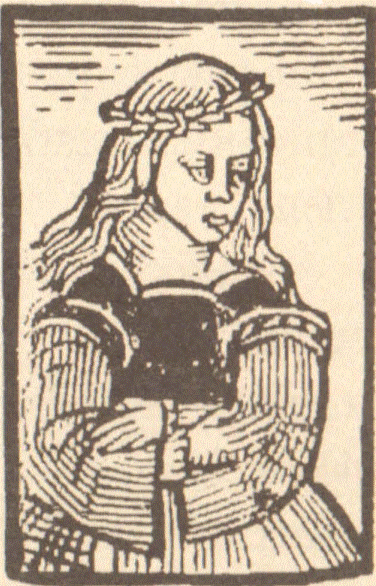
Гравюра з твору Бартоша Папроцького «Гніздо цноти» 1578 р.

Зимою 1470/71 року дівчина побралась з останнім великим князем тверським — Михайлом Борисовичем; дітей, однак, чета не зоставила.  
Взагалі про її життя у Твері лишилась сливе єдина згадка в місцевому літописі під січень 1483 через приїзд до міста Петра Григоровича Заболоцького, посла Івана ІІІ, котрий з нагоди весілля московського княжича з її тіточною сестрицею і заразом молдавською господарівною Оленою Стефанівною, дарував жінці міх вина та 2 саджені перлами убруси. 
Була похована в Спасо-Преображенському соборі м. Твері побіч могили вел. кн. Анастасії Андріївни Суздальської. По кончині жінки Михайло Борисович уклав союз з Казимиром Ягеллончиком, ба навіть клопотав про шлюб із внучкою того, але цьому наміру так й не судилось збутися.  